# 쓰레기의 본망
《쓰레기의 본망》(일본어: クズの本懐 구즈노 혼카이[*])는 요코야리 멘고가 만든 일본의 만화 작품이다. 《월간 빅 간간》(스퀘어 에닉스)에서 2012년 Vol.10부터 2017년 Vol.04까지 연재되었다. 텔레비전 애니메이션과 텔레비전 드라마도 같은 달에 최종회를 맞이했기 때문에, 동시 완결이 되었다. 또, 이 잡지에서 번외편 《쓰레기의 본망 décor》가, 2017년 Vol.12부터 2018년 Vol.06까지 연재되었다. 2017년 3월 시점에서 누계 발행 부수는 180만 부를 돌파했다.

## 줄거리
고교생 야스라오카 하나비와 아와야 무기는 각각 짝사랑하는 사람이 있다. 하나비는 어릴때부터 가족처럼 지낸 이웃오빠이자 학교 선생님인 카나이를, 무기는 중학교 때 과외 선생님이기도 했던 학교 선생님인 미나가와를 좋아하고 있다.
하지만 하나비가 사랑하는 카나이가 미나가와 선생님과 호감관계에 빠지게 되고 두 사람 다 이뤄지기 어려운 짝사랑에 좌절하며 서로의 처지를 위로하는 모양으로 사귀게 된다. 그리고 여기에 점차 주변인물로 이야기가 확대된다.

## 등장인물
야스라오카 하나비(安楽岡 花火)
성우 - 안자이 치카
본작의 여주인공. 고등학교 2학년. 표면적으로는 무기와 사귀고 있어, 사실은 나루미에 연심을 안고 있다. 학교에서는 성적 우수하고 특진 클래스에 다니고 있어 우등생을 연기하고 있지만, 무기와 둘이 있을 때는 진심으로 행동하고 있다. 미소녀로 남자에게서 소문이 들기도 한다. 가정적이고 긍정적인 성격.
아와야 무기(粟屋 麦)
성우 - 시마자키 노부나가, 오오츠 아이리(어린 시절)
본작의 남주인공. 고등학교 2학년. 하나비의 남자 친구를 연기하고 있지만, 본심에서는 가정 교사를 하던 아카네에게 짝사랑하고 있다. 색백한 피부와 바삭바삭한 머리카락이 특징이며 외모가 갖추어져 있어 친구들로부터도 인기가 높다고 평가된다.
카나이 나루미(鐘井 鳴海)
성우 - 노지마 켄지
하나비의 반의 담임 교사. 담당은 국어. 하나비는 어릴 때부터 교제가 있어, 여동생처럼 생각하고 있다. 동료의 아카네에 연심을 안고 있다. 둔감하고 하나비의 호의를 깨닫지 못한다.
미나가와 아카네
성우 - 토요사키 아키
하나비의 고등학교에서 일하는 음악 교사. 무기의 중학교 시절 가정 교사. 청초한 외모에서 학생들의 인기가 높다. 그러나 그 청초한 외모와는 반대로 성적으로 조금 흐트러져 있다.
에바토 사나에(絵鳩 早苗)
성우 - 토마츠 하루카
하나비의 친구. 하나비에게 "에짱"이라고 불린다. 동성인 하나비에 호의를 보이고 있으며 하나비와 무기의 관계에 의문을 가지고 있다.
카모메바타 노리코(鴎端 のり子)
성우 - 이자와 시오리
사랑스러운 외모의 소유자로 무기의 소꿉친구. 무기와 놀고 있었을 무렵에 '왕자님과 공주님 같다'라고 말한 것이 계기로 '공주님'에의 동경을 가져, '왕자님'인 무기에게 호의를 보이고 있다.

## 서지 정보

### 단행본
- 요코야리 멘고 《쓰레기의 본망》 스퀘어 에닉스 〈빅 간간 코믹스〉, 전 9권
- 제9권은 《쓰레기의 본망 décor》
  1. 2013년 2월 19일 발매[3], ISBN 978-4-7575-3887-0
  2. 2013년 10월 25일 발매[4], ISBN 978-4-7575-4103-0
  3. 2014년 4월 25일 발매[5], ISBN 978-4-7575-4264-8
  4. 2014년 11월 19일 발매[6], ISBN 978-4-7575-4467-3
  5. 2015年6월 25일 발매[7], ISBN 978-4-7575-4678-3
  6. 2016年3월 25일 발매[8], ISBN 978-4-7575-4895-4
  7. 2016年12월 24일 발매[9], ISBN 978-4-7575-5199-2
  8. 2017年3월 25일 발매[10], ISBN 978-4-7575-5235-7
  9. 2018년 7월 19일 발매[11], ISBN 978-4-7575-5779-6

### 관련 서적
- 요코야리 멘고 《쓰레기의 본망 7.5 공식 팬북 Ambivalent》 2016년 12월 24일 발매[12], ISBN 978-4-7575-5200-5

## TV 애니메이션
2016년 3월 17일, 니코니코 생방송에서 생방송된 '노이타미나 프로젝트 발표회 2016'에서 텔레비전 애니메이션화를 발표했다. 2016년 10월 25일, 키 비주얼 제1탄과 PV 제1탄, 일부 스태프가 발표되었다. 같은 해 11월 24일에는 키 비주얼 제2탄, PV 제2탄, 주요 캐스트, 주요 스태프가 발표되었다. 2017년 1월부터 3월까지 후지 TV '노이타미나'에서 방송되었다.

### 스태프
- 원작 - 요코야리 멘고
- 감독 - 안도 마사오미(安藤正臣)
- 시리즈 구성·각본 - 우에즈 마코토[上江洲誠)
- 캐릭터 디자인·총작화 감독 - 쿠로사와 케이코(黒澤桂子)
- 키 애니메이터 - 와타나베 마유미(渡辺真由美)
- 프롭 디자인 - 요시다 미즈키(吉田みずき)
- 디자인 웍스 - 시라이시 케이코(白石慶子)
- 미술 감독 - 스즈키 토모나리(鈴木友成)
- 미술 설정 - 오오히라 츠카사(大平 司)
- 색채 설계 - 야나기사와 쿠미코(柳澤久美子)
- 촬영 감독 - 쿠니이 토모유키(國井智行)
- CG 감독 - 우치야마 마사후미(内山正文)
- 편집 - 오이카와 유키에(及川雪江)
- 음향 감독 - 아케타가와 진(明田川仁)
- 음악 - 요코야마 마사루(横山克)
- 음악 제작 - 후지퍼시픽 뮤직
- 음악 프로듀서 - 후나하시 토시히로(舩橋宗寛)
- 치프 프로듀서 - 모리 아키토시(森 彬俊), 미야케 마사노리(三宅将典)
- 프로듀서 - 후지야마 나오카네(藤山直廉), 와카바야시 고(若林豪), 코마츠 쇼타(小松翔太)
- 애니메이션 프로듀서 - 히가 유지(比嘉勇二)
- 애니메이션 제작 - Lerche
- 제작 - 쓰레기의 본망 제작위원회(후지 텔레비전, 애니플렉스, 스퀘어 에닉스, Kyoraku Industrial Holdings, 간사이 텔레비전 방송, 덴쓰)

### 주제가
거짓말의 불꽃(嘘の火花)
오프닝 테마. 작사·작곡·편곡은 타니구치 나오히사, 노래는 96네코.
평행선(平行線)
엔딩 테마. 작사·작곡·노래는 사유리, 편곡은 카와이 히데히로.

### 방영 목록
| 화수   | 제목                                         | 그림 콘티                 | 연출                            | 작화 감독 | 방송일          |
| ------ | -------------------------------------------- | ------------------------- | ------------------------------- | --- | --------------- |
| 제1화  | 望み叶え給え 소원을 이루어 주소서            | 안도 마사오미             | 안도 마사오미                   | 쿠로사와 케이코 이치카와 마호 | 2017년 1월 13일 |
| 제2화  | そのぬくもりに用がある 그 온기에 볼일이 있어 | 안도 마사오미             | 후쿠이 요헤이                   | 히가미 아야 이치카와 마호 나리카와 타카시 호시노 마스미 | 1월 20일        |
| 제3화  | Show Me Love (Not A Dream)                   | 안도 마사오미             | 쿠보야마 에이이치               | 나가타 하루나 나리카와 타카시 히가미 아야 이와사 토모코 히구치 히로미 난바 키요미                                                                          | 1월 27일        |
| 제4화  | Bad Apple!!                                  | 카세 아츠코               | 사사하라 요시후미               | 이치카와 마호 모리야마 유지 | 2월 3일         |
| 제5화  | DESTRUCTION BABY                             | 미나미 야스히로           | 미나미 야스히로                 | 히구치 히로미 나리카와 타카시 나가타 하루나 이와사 토모코 마에다 요시히로                                                                                  | 2월 10일        |
| 제6화  | X次元へようこそ X차원에 오신 걸 환영합니다   | 카세 아츠코               | 하타 요시토                     | 오오사와 미나 이치카와 마호 후지타 아야노 카네코 미사키 이토 쿠니유키 나리카와 타카시                                                                      | 2월 17일        |
| 제7화  | 愛はたくさん (LOTS OF LOVE) 수많은 사랑      | 모치즈키 토모미           | 스즈키 타쿠마                   | 히구치 히로미 나가타 하루나 나리카와 타카시 이치카와 마호 카네코 미사키 우시노하마 유이 西山大吉                                                           | 2월 24일        |
| 제8화  | Sweet Refrain                                | 마루카와 토시유키         | 마루카와 토시유키               | 히구치 히로미 후지타 아야노 히가미 아야 호시노 마스미 카네코 미사키 나리카와 타카시 나가타 하루나 西山大吉 마에다 요시히로 마츠모토 메구미 쿠로사와 케이코 | 3월 3일         |
| 제9화  | butterfly swimmer                            | 후쿠이 요헤이 스즈키 이쿠 | 후쿠이 요헤이                   | 히구치 히로미 야마모토 에미리 히가미 아야 이치카와 마호 카네코 미사키 나리카와 타카시 카마타 유스케 쿠로사와 케이코                                        | 3월 10일        |
| 제10화 | カラノワレモノ 텅 비고 깨지기 쉬운 것        | 쇼우지 신이치             | 키노메 유우                     | 타나카 미노루 마츠모토 메구미 카마타 유스케 히가미 아야 나리카와 타카시 이치카와 마호 와타나베 마유미 쿠로사와 케이코                                      | 3월 17일        |
| 제11화 | やさしいかみさま 친절한 신                   | 마츠바야시 타다히토       | 스즈키 요시나리                 | 히구치 히로미 유키노 코지 카네코 미사키 후지타 아야노 마에다 요시히로 마츠모토 메구미 나리카와 타카시 쿠로사와 케이코                                      | 3월 24일        |
| 제12화 | 2人のストーリー 두 사람의 이야기             | 스즈키 이쿠 안도 마사오미 | 사사하라 요시후미 안도 마사오미 | 타나카 미노루 히가미 아야 이치카와 마호 히구치 히로미 카마타 유스케 유키노 코지 나리카와 타카시 히로세 토모히토 쿠로사와 케이코                            | 3월 31일        |

### Web 라디오
《쓰레기의 여자회》는 2017년 1월 5일부터 4월 13일까지 온센에서 매주 목요일에 스트리밍된 프로그램이다. 퍼스널리티는 야스라오카 하나비 역의 안자이 치카와 카모메바타 노리코 역의 이자와 시오리.